# 大分空襲
大分空襲（おおいたくうしゅう）は、第二次世界大戦中の1945年（昭和20年）7月17日の0時10分頃から1時40分頃にかけてアメリカ軍により行われた大分県大分市に対する空襲（戦略爆撃）である。米軍機による照明弾の投下が7月16日夜半から行われていたことから、空襲の日付は7月16日とされることも多い。

## 経緯
大分市は、海軍の大分航空基地及び第12海軍航空廠が所在したことから、1945年（昭和20年）3月18日以降、幾度となく空襲の標的となった。このうち主要なものは以下の通りである。
- 3月18日 - 初めての空襲。沖縄本島への上陸作戦開始を前に米海軍が九州の航空基地を狙ったものの一環であり、大分航空基地と第12海軍航空廠が目標とされた。大分県内では大分市のほか、海軍航空隊が所在する佐伯市、宇佐市が目標とされた。
- 4月21日 - 朝、21機のB-29が大分駅機関庫や市街地の勢家、新川を爆撃。また、昼過ぎには偵察を兼ねたB29 1機の高高度爆撃により、第12海軍航空廠第3工場の勤労動員学徒18人を含む70余人が死亡した。
- 5月8日 - 長浜町から笠和町にかけての市街地がB-29による絨毯爆撃を受け、民間人多数が死傷。
- 7月16日 - 次節参照。
- 8月10日 - 11時過ぎ、B-24が市街地の西部地区に焼夷弾を投下し、死者8名、行方不明者1名、軽傷者7名、罹災者904名の人的損害と全焼200棟、半焼34棟の建物被害が生じた。このB-24は熊本市街地を攻撃目標として沖縄本島の基地を離陸したものの、攻撃目標である熊本市街地が先行する編隊の爆撃による煙によって確認できなかったため、副次目標の大分市街地を攻撃したものであった。

1945年（昭和20年）3月18日の初空襲から終戦までの間に、大分市への空襲は22回に及び、計749発の投下爆弾や約9,500発の焼夷弾によって大分市の中心市街地は壊滅的被害を受けた。また、人的被害は、死者177人、負傷者270人にのぼった。

## 1945年7月16日の空襲
1945年（昭和20年）7月16日は、午前中に空襲警報が出されたが、この警報は間もなく解除されている。その後、午後9時すぎに警戒警報が発令された。
第21爆撃軍団の報告書によると、先導機として先行した10機のB-29が17日0時12分から爆撃を開始し、それに続く本隊の117機のB-29が0時22分から1時32分にかけての約1時間10分の間に、M47A2焼夷弾22,922発を大分市街地中心部に投下した。
大分市中心部では既に大分駅前から本町、堀川町までの約1,500戸が取り壊されるなど、建物疎開が進んでいたため、被害は比較的抑えられたともされるが、それでもこの空襲による全焼家屋は2,358戸、半焼家屋は130戸に及び、10,730人が焼け出された。また、死者49人、負傷者122人の多数の人的被害が出た。すでに数度の空襲によって被災していた大分市の中心市街地は、この空襲によってほぼ壊滅し、大分駅から海が見えたと伝えられる。この空襲により被災した町域及び主要施設は以下の通りである。
町域
竹町、本町、京町、細工町、大工町、室町、茶屋町、魚町、堀川町、寺町、西新町、北新町、鍛冶屋町、荷揚町、船頭町、笠和町、上紺屋町、下紺屋町、今在家町、名ヶ小路町、於北町、中上市町、西上市町、清忠寺町、下柳町、上柳町、中柳町、桜町、西小路町、白銀町、塗師町、長浜町、王子町、西町、中島町
主要施設
- 大分県庁
- 県会議事堂
- 大分市役所付属庁舎
- 大分地方裁判所
- 大分税務署
- 大分県立大分図書館
- 県警練習所
- 大分郵便局
- 大分県立病院
- 大分合同新聞社
- 大分合同銀行本店（現大分銀行赤レンガ館）
- 大分市貯蓄銀行
- 門司鉄道局大分管理部
- 大分師範学校男子部・女子部
- 大分県立大分第一高等女学校
- 大分県立大分第二高等女学校
- 岩田高等女学校
- 中島国民学校
- 大分幼稚園
- 日本人造羊毛大分工場
- トキハ
- 一丸デパート
- 日本基督教団大分教会